# 董燕生
董燕生（1937年6月24日—2024年1月2日），男，北京人，中国共产党党员，中国作家协会会员。现任北京外国语大学西语系教授，博士生导师。

## 生平
1960年毕业于北京外国语学院西班牙语系，之后留校任教至2008年退休。1984年至1987年，担任西班牙语系主任。1980年至1981年在西班牙马德里大学进修。1989年至1990年、1998年至1999年两次在西班牙马德里自治大学任教，教授汉语和中国历史、文化课程。2007年至2010年担任“亚洲西班牙语学者协会”主席。
2024年1月2日，董燕生教授因病医治无效，于北京逝世，享年86岁。

## 主要作品
主要著作為一套六冊的教科書《西班牙语》，以及一套六册的教科书《现代西班牙语》。董燕生教授于2014年至2023年间主持《现代西班牙语》的修订出版，并推出新版《现代西班牙语》教材共4册。
主要譯作有1967年諾貝爾文學獎得主，瓜地馬拉籍作家米格尔·阿斯图里亚斯的《總統閣下》（El señor Presidente ，臺灣譯為《總統先生》，劉啟分譯）與《堂吉訶德》（Don Quijote de la Mancha）全譯本。
1995年由浙江文藝出版社出版的董譯《堂吉訶德》全譯本，受到許多中國西班牙語專家的好評，已在臺灣出版繁體版本。
他也參加人民文學出版社組織的《塞萬提斯全集》翻譯工作，負責翻譯第一卷。

## 荣誉
- 2000年：天主教伊莎贝拉女王勋章[4]
- 2001年：鲁迅文学翻译彩虹奖（《堂吉訶德》）[4]
- 2006年：西班牙—中国基金奖[5]
- 2009年：西班牙艺术文学勋章[4]
- 2014年：莱里达大学荣誉博士[6]
- 2015年：智者阿方索十世十字勋章[7]
- 2019年：马德里远程大学荣誉博士[8]